# 24th Infantry Division
La 24th Infantry Division (24ª Divisione di Fanteria), conosciuta anche come Victory Division, è una Divisione di Fanteria dell'esercito degli Stati Uniti disattivata nel 2006. La divisione ha combattuto durante la Seconda guerra mondiale, la Guerra di Corea e la Guerra del Golfo. Prima di essere sciolta era di base a Fort Riley nel Kansas.